# Красноборский уезд
Красноборский уезд — в дореволюционной России административно-территориальная единица в Вологодском наместничестве с административным центром в городе Красноборск.

## История
Красноборский уезд Вологодского наместничества был образован по Указу Екатерины II в 1780 году из земель ранее входивших в Двинскую треть Великоустюжского уезда и большей части устьянских волостей (прекративших своё существование, как самостоятельная административная единица) Архангелогородской губернии. 
Красноборский уезд вошёл в состав Великоустюжской области Вологодского наместничества. Этим же указом, селение Красный Бор было переименовано в город Красноборск, ставший уездным центром.

## География
Красноборский уезд находился в северной части Вологодского наместничества, в верхнем течении Северной Двины. Уезд насчитывал 20 волостей и занимал 366219 десятин земли.

## Демография
По 5 ревизии (1796 год) в уезде проживало 22 511 душ мужского пола.

## Населённые пункты
В уезд входило 1287 деревень, 5639 дворов.

## Экономика
Красноборские ярмарки с XVII века играли заметную роль в торговле Подвинья, их торговый оборот был неизменно высоким на протяжении двух с половиной столетий.

## Упразднение
Указом Павла I от 12 декабря 1796 года Вологодское наместничество переименовано в Вологодскую губернию, при этом был упразднён Красноборский уезд. Шесть волостей и один стан (Ракульская, Уфтюжская, Черевковская, Пермогорская верхнего конца, Пермогорская нижнего конца, Юрьенаволоцкая волости и Белослудский стан) вошли в состав Сольвычегодского уезда.